# Abhandlung von der Fuge
Die Abhandlung von der Fuge, nach den Grundsätzen und Exempeln der besten deutschen und ausländischen Meister entworfen, ist ein musiktheoretisches Lehrwerk von Friedrich Wilhelm Marpurg. Das zweibändige Werk wurde bis weit ins 19. Jahrhundert als klassische Anleitung zum Erlernen des Kontrapunktes und insbesondere der Fugentechnik verwendet.

## Inhalt

### Erster Band
Der erste Band, erschienen 1753 in Berlin, ist dem Capellmeister Telemann gewidmet. In einem launigen Vorbericht schildert der Verfasser die Tatsache, dass zahlreiche zeitgenössische Komponisten die kontrapunktische und kanonische Schreibart aufgegeben haben, diese als Spielwerk, Schulzwang und dergleichen verachten  und sich auf das bloße Schreiben von Melodien beschränken – eine Anspielung auf den damals vorherrschenden galanten Stil.
Dieser Band ist in acht Kapitel gegliedert und beginnt mit einer Definition dreier musiktheoretischer Begriffe: Wiederholung derselben Notenwerte in derselben Stimme; Versetzung (d. h. Transposition) einer Notenfolge um ein bestimmtes Intervall; und Nachahmung, d. h. Verarbeitung einer Notenfolge mittels Wiederholung oder Versetzung.
Im weiteren Verlauf erörtert Marpurg die verschiedenen Möglichkeiten der Setzweise von Dux und Comes, dem Fugenthema und dessen Beantwortung, die hier Führer und Gefährte genannt werden.

### Zweiter Band
Der zweite Band, erschienen 1754 ebenfalls in Berlin, trägt eine Widmung an die wehrtesten Brüder Wilhelm Friedemann Bach und Carl Philipp Emanuel Bach. Dies kommt nicht von ungefähr, erinnert doch der Verfasser schon in den ersten Worten an deren Vater Johann Sebastian Bach:

„Ich nehme mir die Freyheit, Ew. Hochedelgeb. die Grundsätze einer Kunst vor Augen zu führen, die insbesondere den vortrefflichen Bemühungen Ihres Ruhmvollen Herrn Vaters ihre Verbesserung zu danken hat.“

Inhaltlich befasst sich der zweite Band mit komplexeren Formen des Kontrapunktes. Ein Kapitel trägt beispielsweise den Titel Vom rückgängigen Contrapunct, womit der Krebs gemeint ist:

„Wenn eine Composition so beschaffen ist, daß man sie nicht allein vom Anfang nach dem Ende zu, sondern auch vom Ende nach dem Anfang zu, d.i. rückwärts ausüben kann: so heißt sie ein rückgängiger Contrapunct.“

An zahlreichen Stellen der Abhandlung werden Auszüge aus Bachs Fugen als Beispiele angegeben, vor allem aus der Kunst der Fuge. Doch auch das Musikalische Opfer kommt zur Sprache, sowie seine zweistimmigen Inventionen.

## Wirkungsgeschichte
Marpurgs Abhandlung genoss schon im 18. Jahrhundert einen hohen Ruf. Sie wurde in mehrere Sprachen übersetzt und von Padre Martini, später von Johann Baptist Cramer und Robert Schumann studiert. Die Neuauflage durch Siegfried Dehn im Jahre 1858 förderte die Bach-Renaissance und damit das Interesse an Bachschen Fugen, mit denen sich auch Anton Bruckner befasste.
Von Beethoven ist eine auszugsweise Abschrift von Marpurgs Abhandlung erhalten, die der Komponist wohl zum musiktheoretischen Unterricht für seinen Schüler und Mäzen Erzherzog Rudolph verwendete. Beethovens Kopie gelangte über Friederike Müller an ihren Lehrer Frédéric Chopin, später an Hans Conrad Bodmer, und wird heute in der Bibliothek des Beethoven-Hauses in Bonn aufbewahrt.

## Ausgaben
Friedrich Wilhelm Marpurg: Abhandlung von der Fuge, nach den Grundsätzen und Exempeln der besten deutschen und ausländischen Meister entworfen. I: Mit LXII Notentafeln. II: Mit LX Notentafeln und Register. Reprografischer Nachdruck der Berliner Erstausgabe. Georg Olms Verlag, Hildesheim – New York, 1970.